# Felice Gremo
Felice Gremo (Turín, 23 de diciembre de 1901 - Génova, 6 de febrero de 1994) fue un ciclista italiano, que fue profesional entre 1927 y 1934. Su hermano Angelo también fue ciclista profesional.
En su palmarés destacan dos ediciones del Giro de Reggio Calabria y una etapa de la Volta a Cataluña de 1933. En el Giro de Italia finalizó tres ocasiones entre los 10 primeros.

## Palmarés
1928
- 1º en el Giro de Reggio Calabria

1929
- 1º en el Giro de Reggio Calabria
- 1r a la Milán-Módena
- Vencedor de una etapa del Giro de Campania

1931
- 1º en el Gran Premio de Niza

1932
- 1º en el Trofeo Colimet-La Turbie

1933
- Vencedor de una etapa de la Volta a Cataluña

## Resultados en las grandes vueltas
| Carrera         | 1929 | 1930 | 1931 | 1932 | 1933 |
| --------------- | ---- | ---- | ---- | ---- | ---- |
| Giro de Italia  | 12º  | 7º   | 8º   | 8º   | 15º  |
| Tour de Francia | -    | Ab.  | Ab.  | -    | -    |
| Vuelta a España | X    | X    | X    | X    | X    |

-: No participa

Ab.: Abandono

X: Ediciones no celebradas